# فرشته‌کوسه مکزیکی
فرشته‌کوسه مکزیکی (نام علمی: Squatina mexicana) نام یک گونه از سرده فرشته‌کوسه‌سانان است.